# Thế chiến Z
Thế chiến Z (tên gốc tiếng Anh: World War Z) là một bộ phim kinh dị hành động lấy bối cảnh tận thế năm 2013 của Mỹ do Marc Forster đạo diễn, với kịch bản do Matthew Michael Carnahan, Drew Goddard và Damon Lindelof viết, dựa trên cuốn tiểu thuyết cùng tên năm 2006 của Max Brooks. Phim có sự tham gia của Brad Pitt trong vai Gerry Lane, một cựu điều tra viên của Liên Hợp Quốc, người phải đi khắp thế giới để tìm cách ngăn chặn đại dịch Zombie. Dàn diễn viên phụ bao gồm Mireille Enos, Lucy Aharish, Daniella Kertesz, James Badge Dale, Ludi Boeken, Fana Mokoena, David Morse, Peter Capaldi, Pierfrancesco Favino, Ruth Negga và David Andrew.
Kế hoạch B Entertainment của Pitt đã bảo đảm bản quyền phim vào năm 2007 và Forster được tiếp cận để chỉ đạo. Năm 2009, Carnahan được thuê để viết lại kịch bản. Việc quay phim bắt đầu vào tháng 7 năm 2011 tại Malta, với kinh phí ước tính 125 triệu đô la, trước khi chuyển đến Glasgow vào tháng 8 năm 2011 và Budapest vào tháng 10 năm 2011. Ban đầu dự định sẽ phát hành tháng 12 năm 2012, việc sản xuất bị một số thất bại. Vào tháng 6 năm 2012, ngày phát hành của bộ phim đã bị đẩy lùi và đoàn làm phim quay trở lại Budapest trong bảy tuần quay thêm.
Thế chiến Z được công chiếu tại Luân Đôn vào ngày 3 tháng 6 năm 2013 và được chọn để khai mạc Liên hoan phim quốc tế Moscow lần thứ 35. Bộ phim được công chiếu tại New York và Los Angeles vào ngày 14 tháng 6 năm 2013 và được phát hành ở mọi nơi vào ngày 21 tháng 6 năm 2013 tại Hoa Kỳ dướii định dạng 2D và RealD 3D. Bộ phim đã nhận được những đánh giá tích cực về diễn xuất của Brad Pitt và như một sự hồi sinh của thương hiệu về xác sống, nhưng đã nhận được những lời chỉ trích vì hiệu ứng CGI không cao trào và lỗi thời. Tuy nhiên, bộ phim là một thành công thương mại, thu về hơn 540 triệu đô la so với ngân sách sản xuất 190 triệu, trở thành bộ phim zombie có doanh thu cao nhất mọi thời đại. Một phần tiếp theo đã được công bố ngay sau khi bộ phim được phát hành, nhưng vào tháng 2 năm 2019, nó đã bị hủy bỏ do vấn đề tài chính.

## Diễn viên
- Brad Pitt trong vai Gerry Lane, một nhân viên Liên Hợp Quốc U.N. lùng sục khắp thế giới để phỏng vấn những người sống sót sau thảm họa xác sống.[6]
- Mireille Enos trong vai Karin, vợ Lane và mẹ của hai đứa trẻ.